# Di chỉ Nậm Tun
Di chỉ Nậm Tun là di chỉ khảo cổ ở hang Nậm Tun tại vùng đất bản Phiêng Đanh xã Mường So huyện Phong Thổ tỉnh Lai Châu, Việt Nam.
Trước đây hang Nậm Tun có tên gọi là Thẳm Hộ Khoại, theo tiếng dân tộc Thái có nghĩa là Hang Dào trâu.
Di tích đã được Bộ Văn hóa, Thể thao và Du lịch xếp hạng di tích lịch sử cấp quốc gia theo Quyết định 669/QĐ-BVHTTDL ngày 07/02/2013.

## Vị trí
Hang Nậm Tun bản Phiêng Đanh cách thành phố Lai Châu 22°23′34″B 103°28′57″Đ / 22,392657°B 103,482558°Đ trên 25 km hướng tây bắc. Từ thành phố đi theo quốc lộ 4D hướng tây bắc sẽ đến xã Mường So.
Hang là dạng karst trong núi đá vôi, rộng 12 m, cao 8,50 m, sâu 9,5 m, quay mặt hướng tây hướng về dòng Nậm So. Bề mặt hang không bằng phẳng.

## Khảo sát
Năm 1972 Viện Khảo cổ học Việt Nam đã thực hiện khai quật trên diện tích 42 m². Kết quả xác định tầng văn hoá có cấu trúc phức tạp, gồm 4 lớp
- Lớp 1, dày 0,10-0,20 m có vết tích của nhiều thời đại;
- Lớp 2, dày 0,30-0,50 m có công cụ ghè đẽo, mãnh tước nhỏ công cụ xương, cuối lớp này là cuội;
- Lớp 3 dày 0,60-0,80 m, có công cụ ghè đẽo thô sơ, to, dưới là cuội;
- Lớp 4, dày 0,70-0,80 m, nhiều công cụ cuội ghè thô, nặng.
- Lớp dưới cùng là 2 ngôi mộ ở độ sâu 1,5-1,60 m.

Hiện vật tìm được là 977 tiêu bản. Nó cho thấy đây là di chỉ cư trú có niên đại kéo dài từ văn hoá Hoà Bình sang hậu kỳ Thời đại đồ đá mới.